# Црничани (Дојран)
Црничани (мкд. Црничани) су насеље у Северној Македонији, у југоисточном делу државе. Црничани су насеље у оквиру општине Дојран.
Црничани имају велики значај за српску заједницу у Северној Македонији, пошто Срби чине мањину у насељу.

## Географија
Црничани су смештени у југоисточном делу Северне Македоније. Од најближег града, Ђевђелије, насеље је удаљено 40 km источно.
Насеље Црничани се налази у историјској области Дојранско. Село је смештено на у области западног залеђа Дојранског језера, које Северна Македонија дели са Грчком. Насеље је положено на приближно 200 метара надморске висине. 
Месна клима је измењена континентална са значајним утицајем Егејског мора (жарка лета).

## Становништво
Црничани су према последњем попису из 2021. године имали 189 становника. Данашње становништво су потомци од насељеника, који су заменили дотадашње турско становништво, које се после Првог светског рата одселило у матицу.
Претежна вероисповест месног становништва је православље.
| Национални састав према попису из 2021.‍ | Национални састав према попису из 2021.‍ | Национални састав према попису из 2021.‍ | Национални састав према попису из 2021.‍ | Национални састав према попису из 2021.‍ |
| --------------------------------------- | --------------------------------------- | --------------------------------------- | --------------------------------------- | --------------------------------------- |
|                                         |                                         |                                         |                                         |                                         |
| Македонци                               | Македонци                               |                                         | 116                                     | 61,4%                                   |
| Срби                                    | Срби                                    |                                         | 69                                      | 36,5%                                   |